# Rotatormelk
Rotatormelk is melk, die na pasteurisatie dubbel gestoomd is, door gebruik van een roterende stoomsterilisator. Rotatormelk is geen soortnaam voor melk. De naam Rotator melk werd later als merknaam gebruikt door N.V. Melkcentrale Noord in Amsterdam.

## Pasteurisatie
Melkinrichting Van Grieken uit Den Haag paste het pasteurisatieproces op haar melk toe sinds 1922. Omdat er in die tijd nog geen koelkasten gebruikt werden, was deze melk die in glazen flessen met een kroonkurkafsluiting geleverd werd,vanwege de betere houdbaarheid uitermate geschikt voor de vele tuinders die in warme kassen in de omgeving van de melkbedrijven werkten.

## Sterilisatie
Door het gebruik van de roterende stoomsterilisator onderging de melk een sterilisatieproces en werd daardoor lang houdbaar. Het werd door Van Grieken op 27 maart 1936 als innovatie op het gebied van verlenging van de houdbaarheid geïntroduceerd. Het is echter geen soortnaam voor melk; Van Grieken gaf er de naam aan van Rotator-melk en de Melkcentrale Noord in Amsterdam gebruikte vanaf 1949, na samenwerking met Van Grieken, de naam Rotator melk als merknaam voor zijn gesteriliseerde melk.

## Nieuwe machine, nieuwe methode
In 1947 maakten de directeuren van de samenwerkende bedrijven Van Grieken en Melkcentrale Noord in Engeland kennis met een nieuwe machine, die het hele sterilisatieproces in één keer kon uitvoeren, en die bestond uit 4 torens met een totaalgewicht van 45.000 kg. De melk werd in de eerste toren tot 80 graden Celsius door water verwarmd (pasteurisatie), ging daarna in de middelste twee torens door een stoombad van 110 graden Celsius (dubbele sterilisatie), waarna het proces werd afgerond door een langzame afkoeling tot circa 45 graden Celsius in de vierde toren. Het hele proces duurde slechts anderhalf uur en was goed voor het vullen van 16.000 literflessen per dag, iets waarvoor bij het bedrijf van Van Grieken, met gebruik van hetzelfde aantal werknemers, een week nodig was. Het resultaat was dat een grote hoeveelheid melk met een onbeperkte houdbaarheid kon worden geproduceerd binnen een korte tijd.
In opdracht van beide bedrijven  bouwde Apparatenfabriek Gebr. Stork & Co in Amsterdam eerst een proefmachine bij Melkcentrale Noord, waarna bij Van Grieken een nieuwe machine in 1949 in gebruik werd genomen. Ook bij de Melkcentrale Noord ging de productie vrijwel tegelijkertijd van start, waarbij zij hun melk registreerden onder de merknaam Rotator melk.

## Rechtszaak
Ook andere melkinrichtingen lieten bij Stork dezelfde apparatuur bouwen. Tegen een van de concurrenten, de Coöperatieve Melkcentrale in Den Haag, moest Melkcentrale Noord in 1953 een rechtszaak starten om de merkrechten van Rotator melk.

## België
Ook in België werd dit proces rond 1950 overgenomen door de Antwerpse Melkcentrale A. Schellekens p.v.b.a. in Borgerhout en bracht de melk uit onder de naam Rotator.